# Microregione di Caratinga
Caratinga è una microregione del Minas Gerais in Brasile, appartenente alla mesoregione di Vale do Rio Doce.

## Comuni
È suddivisa in 20 comuni:
- Bom Jesus do Galho
- Bugre
- Caratinga
- Córrego Novo
- Dom Cavati
- Entre Folhas
- Iapu
- Imbé de Minas
- Inhapim
- Ipaba
- Piedade de Caratinga
- Pingo-d'Água
- Santa Bárbara do Leste
- Santa Rita de Minas
- São Domingos das Dores
- São João do Oriente
- São Sebastião do Anta
- Tarumirim
- Ubaporanga
- Vargem Alegre.